# Escuela Preparatoria de la Ley y la Justicia
La  Escuela Preparatoria de la Ley y la Justicia o la Escuela Preparatoria de Derecho y Justicia  (High School for Law and Justice, HSLJ), anteriormente la Escuela Preparatoria para las Fuerzas del Orden Público y la Justicia Criminal (High School for Law Enforcement and Criminal Justice, HSLECJ) es una escuela preparatoria (high school) magnet en Houston, Texas. Como parte del Distrito Escolar Independiente de Houston (HISD por sus siglas en inglés), la escuela ofrece un programa sobre las carreras en el orden público y la justicia criminal.

## Historia

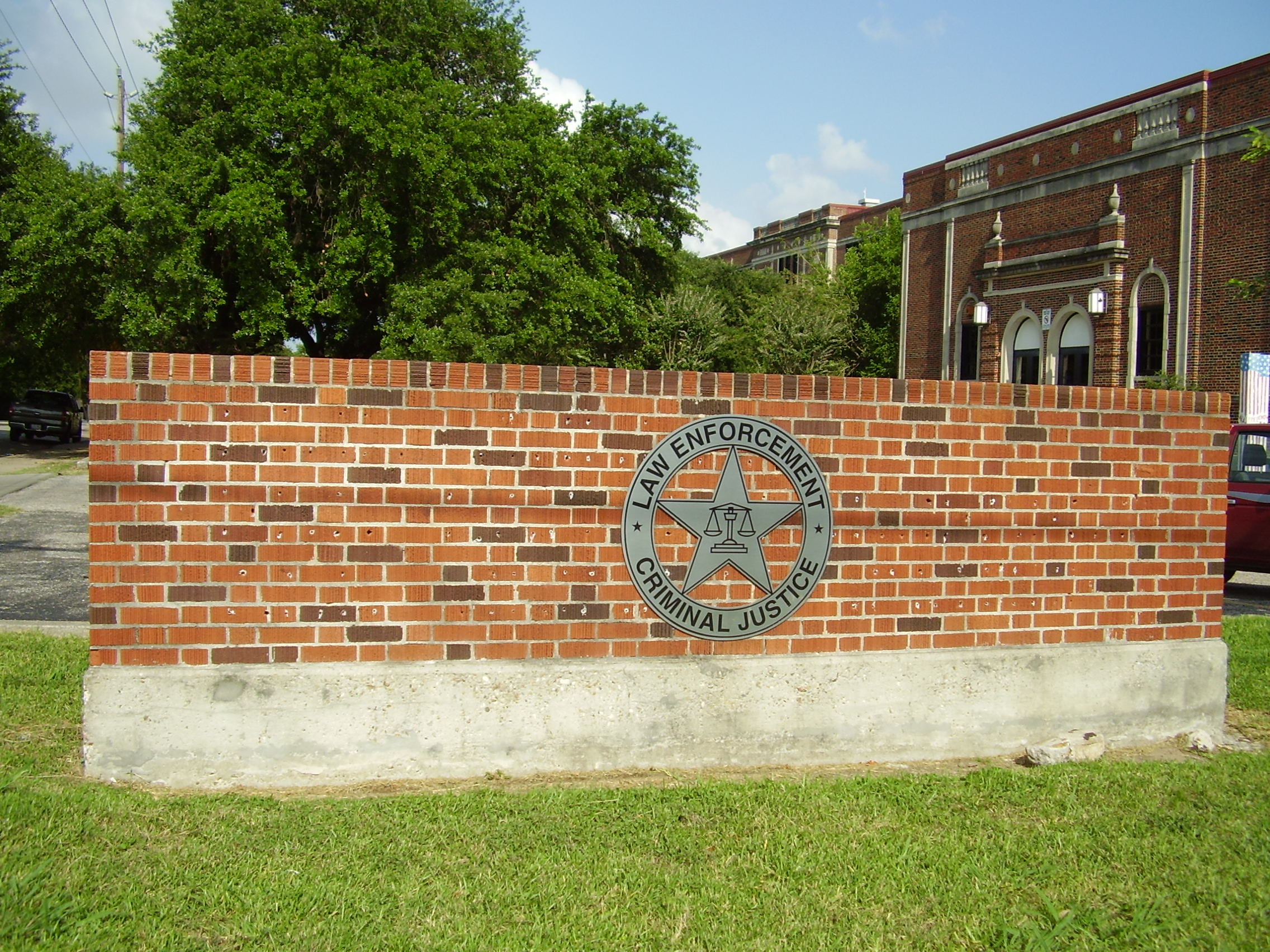
Letrero de la escuela

HISD, la oficina del ayuntamiento de la Ciudad de Houston, y el Departamento de Policía de Houston en 1978 establecieron el programa de en tres escuelas las carreras en el orden público y la justicia criminal. En 1980 HISD consolidó el programa en un solo campus. En lunes 19 de enero de 1981 la preparatoria, la primera para las carreras en el orden público y la justicia criminal en los Estados Unidos, se abrió en la ex-Escuela Washington, su campus actual.
La preparatoria tendrá un nuevo campus cerca de la intersección de Coyle y Scott. La nueva plantel abrió en 2018.